# 黃雨欣 (藝人)
黃雨欣（1980年1月23日—），台灣女藝人，前跆拳道國手，擁有國際跆拳道五段。因演出三立《世間情》的角色而得到「功夫姊」的稱號。

## 電視劇
| 年份   | 頻道       | 劇名                                            | 角色          |
| ------ | ---------- | ----------------------------------------------- | ------------- |
| 2004年 | 華視       | 《華視LIVE有GO站》                              | 客串          |
| 2005年 | 三立台灣台 | 《金色摩天輪》                                  | 妮可          |
| 2005年 | 華視       | 《生命的太陽》                                  | 楊小燕        |
| 2006年 | 三立台灣台 | 《天下第一味》                                  | 櫻子          |
| 2006年 | 華視       | 《天長地久》                                    | 吳靜宜        |
| 2006年 | 台視       | 《神機妙算劉伯溫》第六單元「怒犯天條」          | 白雲          |
| 2007年 | 三立台灣台 | 《我一定要成功》                                | 艾達          |
| 2007年 | 台視       | 《神機妙算劉伯溫》第七單元「皇城龍虎鬥-女兒國」 | 琥珀          |
| 2008年 | 三立台灣台 | 《真情滿天下》                                  | 言言          |
| 2009年 | 三立台灣台 | 《天下父母心》                                  | 張秀卿        |
| 2010年 | 三立台灣台 | 《家和萬事興》                                  | 柳冰冰        |
| 2010年 | 大愛電視台 | 大愛劇場《愛的練習題》                          | 洪美麗        |
| 2010年 | 大愛電視台 | 大愛劇場《幸福的青鳥》                          | 阿雀          |
| 2011年 | 三立台灣台 | 《牽手》                                        | 小珊          |
| 2012年 | 三立台灣台 | 《天下女人心》                                  | 邱曼娜        |
| 2012年 | 大愛電視台 | 大愛劇場《愛的微光》                            | 李彩虹        |
| 2013年 | 大愛電視台 | 大愛劇場《夢田系列-管爸的照相機》               | 管海玲        |
| 2014年 | 三立台灣台 | 《世間情》                                      | 陳慧瑩/鄭慧瑩 |
| 2021年 | 三立台灣台 | 戲說台灣《紙人鬥紅旗》                          | 白明月        |

## 跆拳道經歷
- 國際跆拳道伍段
- 國光獎章三等三
- 1998年亞洲盃銅牌
- 1998年區運會銀牌
- 1999年東亞運培訓國手
- 2000年奧運培訓國手
- 2001年東亞運儲備國手
- 2002年世界大學銅牌

## 廣告
- 台灣大哥大「史努比」公車篇
- 富邦銀行「刷卡對對碰」篇
- 黑松海洋純水「鄭昌明」篇
- 中華國際馬拉松「熱身」篇
- 健酪含鈣飲料「網球」篇

## 主持節目
- 決戰濁水溪（華視）

## MV
- 2004年〈兇手〉（林冠吟）
- 2012年〈冷淡〉（江宏恩）

## 外部連結
- 黃雨欣的Facebook專頁粉絲頁